# Шахверди-султан
Камал ад-Дін Шахверди-султан (1508—1568) — перський державний та військовий діяч, 5-й беклярбей Карабаху у 1551—1568 роках.

## Життєпис
Походив з каджарського роду Зіядогли. Син Уммат-бека, правителя аймака зіядлу. Народився у 1508 році в Гянджі. Замолоду затоваришував з шахом Тахмаспом I. Отримав почесний титул мусахіб (співрозмовник), що надавався лише найнаближенішим особам. Відомо, що шах зупинявся в будинку Шахверди-бека в Гянджі, повертаючись із подорожі до Грузії. У 1537—1538 роках відзначився під час військової кампанії із захоплення Кандагару в Камран Мірзи.
У 1547 році був призначений опікуном (лалою) Ісмаїла Мірзи. 1549 року з Абдулла-ханом Устаджлу організував похід проти Бурхана Алі, що намагався захопити Ширван. За цим захопив Карс.
1551 року отримав під шаха титул султана, командування над усіма аймаками каджарських племен та посаду Карабаського беклярбека (на той час володіння охоплювали рівнинну частину Карабаху). Невдовзі приєднав землі султанств Шамшаділ й Казах. Під час війни з Османською імперією до 1554 року чинив спротив в Карабасі.
Відзначився у битві при Ерзурумі, за що надано додаткові області ( Хамсей-і Карабаг) і щорічну грошову винагороду. Здійснив три військові походи на Грузію в 1556, 1557 і 1560—1561 роках. В першому поході завдав загинув цар Луарсабу I, але Шахверди-султан не досяг перемоги. Але вже 1557 року захопив Тбілісі, змусивши царя Симона I тікати до Горі. Запекла боротьба з ним тривала до 1559 року. 1561 року в битві при Цихедіді Шахверди-султан здобув перемогу над грузинським військом. У 1562—1567 року підтримував Дауд-хана в  боротьбі за трон Картлі.
Помер 1568 року. На посаді йому спадкував син Ібрагім-хан. 